# Heino Sonnemans
Heino Sonnemans (* 26. September 1940 in Viersen) ist ein deutscher römisch-katholischer Fundamentaltheologe.

## Leben
Von 1960 bis 1972 studierte Sonnemans Philosophie und Theologie in Frankfurt am Main/PTH Sankt Georgen, Rom/Päpstliche Universität Gregoriana und Bonn. Otto Spülbeck weihte ihn 1966 zum Priester in Rom. Nach der Promotion 1970 an der Gregoriana in Philosophie mit dem Thema Hoffnung oder Prinzip? Die Philosophie der Hoffnung bei Gabriel Marcel und Ernst Bloch und der Promotion 1973 in Theologie an der Gregoriana mit dem Thema Hoffnung ohne Gott? In Konfrontation mit Ernst Bloch ist Sonnemans seit 1975 Diözesenbeauftragter des Bistums Aachen für Akademikerseelsorge mit dem Titel eines Pfarrers. Von 1975 bis 1985 war er Lehrbeauftragter für Grenzfragen zwischen Philosophie und Theologie sowie für Systematische Theologie an der Philosophischen Fakultät der RWTH Aachen. 
Nach der Habilitation 1983 für Fundamentaltheologie und Religionsphilosophie in Bonn mit dem Thema Seele-Unsterblichkeit-Auferstehung. Zur griechischen und christlichen Anthropologie und Eschatologie war Sonnemans von 1985 bis 1986 Studiendekan an der Dormitio-Abtei. Von 1985 bis 1990 vertrat er Professuren in Köln und Aachen. Von 1990 bis 1998 lehrte er als Universitätsprofessor und Inhaber des Lehrstuhls für Systematische Theologie in der Philosophischen Fakultät der RWTH Aachen. 
Patriarch Diodoros I. ernannte Sonnemans 1996 zum Komtur des Griech.-Orth. Ordens der Ritter vom Heiligen Grab zu Jerusalem. Vom Wintersemester 1996/1997 bis zum Sommersemester 1998 war er Prodekan der Philosophischen Fakultät der RWTH Aachen. Im Wintersemester 1996/1997 hatte er einen Forschungsaufenthalt in Indien. Von 1998 bis 2005 war er Professor für Fundamentaltheologie, Religionsphilosophie und Theologie der Religionen an der Katholisch-Theologischen Fakultät der Universität Bonn.
| Personendaten    | Personendaten                              |
| ---------------- | ------------------------------------------ |
| NAME             | Sonnemans, Heino                           |
| KURZBESCHREIBUNG | deutscher katholischer Fundamentaltheologe |
| GEBURTSDATUM     | 26. September 1940                         |
| GEBURTSORT       | Viersen                                    |